# Presença de Barbra Streisand
Presença de Barbra Streisand é uma coletânea musical da cantora e atriz estadunidense Barbra Streisand, lançada exclusivamente no Brasil, em julho 1988. Parte da série de antologias musicais "Presença de...", organizada pelo produtor Maurício Quadrio, o álbum reúne sucessos da cantora e faixas previamente lançadas em seu catálogo, incluindo músicas que não haviam sido disponibilizadas no país. 
A coletânea compila canções de 15 álbuns lançados entre 1963 e 1980 e foi bem recebida pela crítica e pelo público, tornando-se um dos álbuns mais vendidos da coleção.

## A coleção
O álbum faz parte de uma uma série de dez LPs duplos sob o título de "Presença de...", organizada pelo produtor musical Mauricio Quadrio. Trata-se de antologias musicais que reúnem trabalhos lançados pelos artistas contratados pela gravadora Discos CBS, no Brasil, e pela Columbia Records, no exterior.
Em entrevista, o produtor Quadrio afirmou: "procuro escolher os artistas segundo a minha sensibilidade musical e comercial, avaliando o repertório de cada um". Segundo ele, o objetivo da série era "oferecer ao consumidor o melhor de artistas que não estão no mercado com fonogramas e discos que não se encontram em catálogo".
No caso de Streisand, a coletânea traz algumas canções inéditas em um fonograma brasileiro, uma vez que alguns de seus primeiros discos não chegaram a ser editados no país. Após o primeiro álbum, intitulado The Barbra Streisand Album, seu segundo lançamento brasileiro foi People, de 1964.

## Canções e capa
Ao todo, o álbum reúne canções de 15 álbuns lançados por Streisand entre 1963 e 1980. Músicas de sucesso em paradas musicais como: "People", "Stoney End", "No More Tears", "Guilty", "Woman in Love", "Evergreen", "You Don't Bring Me Flowers" e "The Way We Were" aparecem junto com outras faixas que não foram lançadas como single ou performadas ao vivo pela cantora, tais como: "Supper Time", "New York State Of Mind", "Free The People", "A Child Is Born" e "Fine And Dandy".
Em relação a capa do álbum, a foto escolhida foi tirada durante as gravações do videoclipe de "Emotion", lançado em 1985 como o terceiro single do álbum homônimo, de 1984. Apesar disso, nenhuma canção do álbum mencionado foi incluída na lista de faixas.  

## Recepção crítica
A recepção dos críticos especializados em música foi favorável. O jornalista Tárik de Souza, do Jornal do Brasil, afirmou que a compilação trazia boas antologias de Streisand. O crítico da revista Manchete afirmou que o público que gosta da canção popular americana, iria se deliciar com a compilação de "uma das suas melhores intérpretes".

## Desempenho comercial
Comercialmente, tornou-se o segundo álbum mais vendido da primeira série de LPs da coleção. Até 13 de dezembro de 1988, foram vendidas 26 mil cópias no Brasil. Segundo Sérgio Sá Leitão, do Jornal do Brasil, o sucesso do álbum teve como principal fator o preço acessível.

## Lista de faixas
- Créditos adaptados do LP Presença de Barbra Streisand, de 1988.[3]

| Lado A |                                                                   |                               |                           |         |  |
| N.º    | Título                                                            | Compositor(es)                | Álbum                     | Duração |  |
| 1.     | "People"                                                          | Bob Merrill, Jule Styne       | People                    | 3:38    |  |
| 2.     | "Fine And Dandy"                                                  | Kay Swift, Paul James         | People                    | 2:51    |  |
| 3.     | "Lazy Afternoon"                                                  | John La Touche, Jerome Moross | Lazy Afternoon            | 3:45    |  |
| 4.     | "No More Tears (Enough Is Enough)" (participação de Donna Summer) | Paul Jabara, Bruce Roberts    | Wet                       | 8:20    |  |
| 5.     | "Second Hand Rose"                                                | Grant Clarke, James F. Hanley | My Name Is Barbra, Two... | 2:10    |  |
| 6.     | "Stoney End"                                                      | Laura Nyro                    | Stoney End                | 3:01    |  |

| Lado B |                                                             |                                                            |                                           |         |  |
| N.º    | Título                                                      | Compositor(es)                                             | Álbum                                     | Duração |  |
| 7.     | "Free Again (Non C'est Rien)"                               | Joss Baselli, Armand Canfora, Robert Colby, Michel Jourdan | Je m'appelle Barbra                       | 3:42    |  |
| 8.     | "Promises"                                                  | Barry Gibb, Robin Gibb                                     | Guilty                                    | 4:20    |  |
| 9.     | "New York State Of Mind"                                    | Billy Joel                                                 | Superman                                  | 4:48    |  |
| 10.    | "Guilty" (participação de Barry Gibb)                       | B. Gibb, Maurice Gibb, R. Gibb                             | Guilty                                    | 4:26    |  |
| 11.    | "A Taste Of Honey"                                          | R. Marlow; B. Scott                                        | The Barbra Streisand Album                | 2:52    |  |
| 12.    | "You Don't Bring Me Flowers" (participação de Neil Diamond) |                                                            | Barbra Streisand's Greatest Hits Volume 2 | 4:00    |  |

| Lado C |                             |                           |                            |         |  |
| N.º    | Título                      | Compositor(es)            | Álbum                      | Duração |  |
| 13.    | "Woman In Love"             | B. Gibb, R. Gibb          | Guilty                     | 3:52    |  |
| 14.    | "Yesterdays"                | Otto Harbach, Jerome Kern | Color Me Barbra            | 3:05    |  |
| 15.    | "Free The People"           | Barbara Keith             | Stoney End                 | 3:22    |  |
| 16.    | "My Name Is Barbra"         | Leonard Bernstein         | My Name Is Barbra          | 0:52    |  |
| 17.    | "Cry Me A River"            | A. Hamilton               | The Barbra Streisand Album | 3:40    |  |
| 18.    | "Happy Days Are Here Again" | J. Yellen; M. Ager        | The Barbra Streisand Album | 3:04    |  |

| Lado D |                                                |                                                     |                           |         |  |
| N.º    | Título                                         | Compositor(es)                                      | Álbum                     | Duração |  |
| 19.    | "The Way We Were"                              | A. Bergman, M. Bergman, Marvin Hamlisch             | The Way We Were           | 3:30    |  |
| 20.    | "Love Theme From "A Star Is Born" (Evergreen)" | Barbra Streisand, Paul Williams                     | A Star Is Born            | 3:03    |  |
| 21.    | "A Child Is Born"                              | Alan Bergman, Marilyn Bergman, Dave Grusin          | Lazy Afternoon            | 2:47    |  |
| 22.    | "Supper Time"                                  | Irving Berlin                                       | People                    | 2:46    |  |
| 23.    | "The Shadow Of Your Smile"                     | Johnny Mandel, Paul Francis Webster                 | My Name Is Barbra, Two... | 2:46    |  |
| 24.    | "My Melancholy Baby"                           | Ernie Burnett, George A. Norton, Maybelle E. Watson | The Third Album           | 2:59    |  |